# Склярове
Скля́рове — урочище в Україні. Знаходиться на території Ліплявської громади Черкаського району.
Урочище розташоване за 4,5 км на південний захід від села Сушки, на узбережжі річки Дніпро, майже на кордоні із Золотоніським районом. Являє собою луки та чагарники, які зростають на болотистій місцевості. Зі сходу та півночі урочище обмежене невеликою річкою, яка стікає до Полтавського озера. На заході урочище переходить у лісовий масив Лучки. На південному сході знаходиться озеро Полтавське. Поширені очеретяні зарості.